# 21631 Стівенхонан
21631 Стівенхонан (21631 Stephenhonan) — астероїд головного поясу, відкритий 13 липня 1999 року.
Тіссеранів параметр щодо Юпітера — 3,498.